# Farmington (Utah)
Farmington város az USA Utah államában, Davis megyében, melynek megyeszékhelye is. Lakosainak száma 24 531 fő (2020. április 1.).

## Népesség
A település népességének változása:

| 2010 | 18 275 |
| 2020 | 24 531 |